# Boguszyniec (gromada)
Boguszyniec – dawna gromada, czyli najmniejsza jednostka podziału terytorialnego Polskiej Rzeczypospolitej Ludowej w latach 1954–1972.
Gromady, z gromadzkimi radami narodowymi (GRN) jako organami władzy najniższego stopnia na wsi, funkcjonowały od reformy reorganizującej administrację wiejską przeprowadzonej jesienią 1954 do momentu ich zniesienia z dniem 1 stycznia 1973, tym samym wypierając organizację gminną w latach 1954–1972.
Gromadę Boguszyniec z siedzibą GRN w Boguszyńcu utworzono – jako jedną z 8759 gromad na obszarze Polski – w powiecie kolskim w woj. poznańskim, na mocy uchwały nr 24/54 WRN w Poznaniu z dnia 5 października 1954. W skład jednostki weszły obszary dotychczasowych gromad Boguszyniec, Chojny, Kiełczewek i Mikołajówek ze zniesionej gminy Krzykosy oraz Kiełczew Górny i Wandynów ze zniesionej gminy Lubotyń w tymże powiecie. Dla gromady ustalono 14 członków gromadzkiej rady narodowej.
Gromadę zniesiono 1 stycznia 1959, a jej obszar włączono do gromad: Grzegorzew (miejscowości Boguszyniec, Boguszyniec Mały i Kiełczewek), Wrząca Wielka (miejscowości Fabianowo, Kiełczew Górny, Mikołajówek i Wandynów) i Koło (miejscowość Chojny) w tymże powiecie.